# Cantalupo (Cerro Maggiore)
Cantalupo (Càntaloeu in dialetto legnanese) è l'unica frazione del comune di Cerro Maggiore, nella città metropolitana di Milano, facente parte del territorio dell'Altomilanese. Sede di parrocchia fin dal Rinascimento, fu un comune autonomo fino al 10 giugno 1757, quando fu soppresso da un editto dell'imperatrice Maria Teresa.
Sul territorio cantalupese è presente un asilo comunale (dedicato a don Angelo Luzzini), una scuola elementare comunale.

## Geografia fisica

### Territorio
La frazione è situata nella zona alluvionale dell'alta Pianura padana, a una quota di circa 200 m s.l.m.
Il territorio è pianeggiante e non è attraversato da corsi d'acqua, anche se non lontano scorrono il fiume Olona, il canale Villoresi e il torrente Bozzente.
Cantalupo è circondato completamente da aree agricole, appartenenti al Parco Sovracomunale dei Mughetti, che si estende per 1000 ettari nelle zone agricolo-boschive di Origgio, Uboldo, Cantalupo e Cerro Maggiore, a tutela del corridoio ecologico del Bozzente e di una delle ultime zone verdi rimaste nella zona dell'Altomilanese. Per tale ragione il paese sembra un comune autonomo, slegato da Cerro Maggiore.
Confina a est con Origgio, a sud con Nerviano e la sua frazione Sant'Ilario Milanese, a sud-ovest con San Lorenzo, frazione di Parabiago, a nord con Uboldo e il comune di appartenenza Cerro Maggiore.
Il territorio di Cantalupo un tempo era usato per la coltivazione soprattutto di cereali e viti.

## Storia
Secondo Giovanni Rampoldi, tra i secoli XII e XVI esisteva nel territorio di Cantalupo un monastero femminile fondato nel 1189 da Fiorina (o Floriana) Crivelli, sorella di papa Urbano III (al secolo Uberto Crivelli).
Anche lo storico Bombognini, nel suo Antiquario, fornisce qualche notizia, anche se non molto precisa, del piccolo borgo di Cantalupo:
"Qui era un antico Monastero, fondato da Florina Crivelli, sorella di Urbano III Papa, ed insieme nostro Arcivescovo. Si scorgono tuttora in Cantalupo gli avanzi dell'antico Monastero e si vede sul muro della Parrocchiale Chiesa un'antica pittura, che rappresenta un Crocifisso con ai piedi una Monaca, e sotto di essa queste parole: M. FLORIANA. Furono le monache in origine Umiliate, poi Agostiniane, finalmente Francescane Scalze, e così esemplari, che Pio II nel 1461 ne delegò alcune alla riforma del Monastero maggiore, e nello stesso secolo molte altre a riformare quattro Monasteri esistenti in Milano ed in Pavia."
Da queste due fonti si comprende come la storia di Cantalupo sia strettamente legata a quella del Monastero delle Monache.
Floriana Crivelli proveniva da una delle famiglie più potenti e nobili di Milano; suo padre, Danese Crivelli, possedeva vaste proprietà terriere. Partecipò, inoltre, alla vita politica del tuo tempo, ricoprendo la carica di potestà in varie città. Nel 1282 vennero consegnate a Floriana Crivelli alcune terre nei territori di Origgio e Cantalupo, già possedute dal padre. Il 3 febbraio dello stesso anno, fu redatto l'atto notarile della sua professione religiosa, presso il Monastero di Santa Agnese, in Milano, nel borgo di Porta Vercellina; visse presso questo monastero
per una decina d'anni e pare che nel 1287 ne fosse la superiora. L'anno seguente, esattamente il 3 agosto, assieme ad altre religiose ottenne da Albertus de Basilicapetri, vicario generale dell'arcivescovo Ottone Visconti, l'autorizzazione ad istituire a Cantalupo, sui terreni di sua proprietà una nuova casa religiosa, che venne denominata Monastero di Santa Maria di Cantalupo.
Sicuramente il borgo di Cantalupo, nel quale già esisteva una chiesa, sorse molto prima del 1200, ma risalire all'epoca esatta della sua fondazione non è stato possibile, per la mancanza di documentazione.
Per quanto concerne, invece, la vita del convento di Cantalupo, siamo a conoscenza dell'atto notarile con cui Floriana Crivelli venne nominata Badessa della nuova Casa di Cantalupo; che la regola seguita era quella agostiniana e che questo convento, pur facendo parte della Diocesi di Milano celebrava secondo il rito romano e non secondo il rito ambrosiano.
Madre Floriana a le sue consorelle rimasero su queste terre circa dieci anni, poi vennero acquistati vasti appezzamenti di terreno in Milano e Floriana Crivelli ritornò ivi. Nel dicembre del 1290, dettò (dalla sua camera del Monastero di Cantalupo) il suo testamento. Dopo la sua morte a Cantalupo venne nominato un sacerdote “mercenario” per la celebrazione delle funzioni religiose, ed un amministratore che regolasse i profitti della comunità agricola.
Nel 1790 le Monache vendettero le loro proprietà in Cantalupo alla nobile famiglia Bellinzaghi, che prese possesso del latifondo e costruì la propria casa patrizia. A questa famiglia subentrò la famiglia Calvi e successivamente, nel XIX secolo, una nobildonna, Rosa Manzi Fé ed infine, il Sen. Comm. Felice Gajo, fondatore del primo asilo di Cantalupo.
Alcune tracce del monastero potrebbero oggi essere riconosciute nei resti di alcune finestre ad arco gotico e in un grande arco con frammenti di intonaco scalpellato inseriti nei muri di un vecchio cortile. La voce popolare afferma che proprio in quel nascosto cortile fosse situato l'antico monastero e adiacente a quelle finestre vi fosse un grande pozzo, ora chiuso. È certo che il monastero venne trasformato con il passare dei secoli, prima in ospedale e poi in caserma di cavalleria, mentre è probabile che fra quelle mura caddero numerosi soldati durante le cinque giornate di Milano.
La comunità rurale di Cantalupo, dedita principalmente alla coltivazione della vite e dei cereali, nonché alla pastorizia, gravitava intorno al Convento, grazie al quale il piccolo borgo era diventato centro di scambio non solo di merci, ma anche di cultura, senza però alcuna possibilità di espansione. cerromaggiore.org,  http://www.cerromaggiore.org/portal//portal_file/cenni%20cantalupo%201.pdf.
Si sa, inoltre, che grazie ad un'ordinanza comunale del 1280, Cantalupo risulta essere comune ed appartenere fino al XVII secolo al pieve di Parabiago, secondo quanto scritto negli Statuti delle acque e delle strade del contado di Milano fatti nel 1346, in Compartimento territoriale specificante le cassine del 1751 e nell'Indice delle Pievi e Comunità dello Stato di Milano del 1753. Dal censimento del 1751, a Cantalupo abitavano circa 310 persone e l'apparato amministrativo era formato da tutti i capi famiglia, da un console e da un sindaco e verso la metà del XVIII secolo il comune era subordinato alla giurisdizione del vicario del Seprio.
Il 10 giugno 1757 venne promulgato l'editto teresiano e Cantalupo divenne frazione del comune di Cerro, appartenente alla pieve di Parabiago. Con tale editto avveniva per la prima volta nella storia del Ducato milanese, una generale riforma delle amministrazioni locali. Si formò così un unico Comune, in un primo momento denominato Cerro con Cantalupo e successivamente, con l'avvento del regno d'Italia, Cerro Maggiore.
Si è a conoscenza, per di più, del fatto che sin dall'inizio dell'Ottocento era tradizione recarsi in pellegrinaggio a Cantalupo per ricevere i benefici di San Bartolomeo, patrono della frazione.
La città è gemellata con Morano Calabro e Nagasaki

## Monumenti e luoghi d'interesse

### Chiesa di San Bartolomeo

La facciata della chiesa parrocchiale con il campanile

La chiesa di San Bartolomeo appartiene alla diocesi di Milano. Le prime notizie riguardanti la chiesa risalgono al 1398 nel Notitia cleri, quando venne citata la "cappella" dell'edificio, assieme alle altre del plebato di Parabiago. Viene invece riportata negli archivi della Pieve di Parabiago per la prima volta nel 1600 quando essa viene segnalata unicamente come struttura religiosa campestre.
Ad oggi la chiesa presenta una struttura a croce latina a tre navate. La navata centrale, a cinque ampie arcate, risulta essere, come il resto dell'edificio, piuttosto sobrio e semplice. All'interno della chiesa Parrocchiale vi è una statua di San Bartolomeo scorticato, simile a quella posta nel duomo di Milano, famosa opera di Marco d'Agrate; la statua raffigura il santo scorticato che tiene in mano la propria pelle.

### Villa Lampugnani
La villa Lampugnani si trova lungo via Papa Pio X. È un'antica villa cantalupese di proprietà della famiglia Lampugnani, un'antica famiglia patrizia di Milano (III secolo), alla quale Filippo Maria Visconti duca di Milano assegnò il feudo di Trecate.

### Catarabia
Si tratta di un'antica cascina cantalupese situata lungo via Panigatti, non lontana dal cimitero e dalla villa Lampugnani. Poiché non utilizzato e ormai abbandonato nel corso degli ultimi decenni, l'edificio risulta ad oggi pericolante e in uno stato di degrado.

## Festività

### Carnevale
Il paese è famoso per il suo carnevale, che da oltre cinquanta anni richiama molta gente dalle zone limitrofe. Gli abitanti del paese, mascherati, scendono in piazza per ammirare i carri, creati da volontari del paese, che sfilano lungo le vie della frazione. I carri, il cui tema non viene mai ripetuto, sono seguiti da una schiera di ragazzi. Infine, essi vengono venduti ai comuni richiedenti.

### Sagra di San Bartolomeo
Il culto del Santo non ha eguali nella zona e il pellegrinaggio alla sua reliquia ha cominciato a svilupparsi sin dai primi decenni del 1800, quando migliaia di persone dei contadi vicini, ma anche da Varese e da Como, venivano a baciare la reliquia cercando la protezione contro la terribile malattia della pellagra. Alle celebrazioni religiose seguirono diverse manifestazioni culturali, tra cui la Fiera delle Merci e del Bestiame.
I pellegrini, col passare del tempo, aumentarono sempre più e, per soddisfare le loro esigenze, i ristori del tempo cominciarono ad offrire loro piatti come la busecca, e le bancarelle dolci come la tiracca. Arrivarono poi mangiafuochi e saltimbanchi e, a partire dal dopoguerra, il luna park.
La Sagra di San Bartolomeo, oggi, richiama ogni anno centinaia di visitatori. La festa si sviluppa in quattro giorni in cui vengono allestite bancarelle, mercatini e giostre. Durante la messa solenne di domenica viene bruciato il faro di San Bartolomeo e i fuochi d'artificio della notte del lunedì chiudono definitivamente i festeggiamenti. Inoltre è ancora tradizione mangiare durante la fiera un pasto a base di busecca e tiracca.

### Festa dell'aria
Un tempo legata ad un'altra manifestazione chiamata "pedalarpercave", durante la quale veniva organizzato un giro in bicicletta per le cave dei comuni limitrofi, nata per sensibilizzare la popolazione sui temi dell'inquinamento (il manifesto "classico" reca l'immagine di due persone con indosso una maschera antigas), la Festa dell'Aria è da sempre accompagnata dalla "gara" di aquiloni. Senza nulla in palio, vince questa sfida chi fa volare il proprio aquilone (costruiti dai volontari presso dei baracchini nei pressi dell'evento) più in alto. Durante la mattinata dello stesso giorno i volontari del Circolo Culturale Il Campanile organizzano una biciclettata nel Parco dei Mughetti con le guide del Parco.

## Sport
A Cantalupo gioca la squadra di calcio U.S.D. Aurora Cantalupo, nata nel 1963 dalla fusione tra la US. Cantalupese, nata nel 1909 e la Virtus Cantalupo, nata nel 1950. La squadra conta circa 160 atleti tesserati e conobbe giocatori come Luciano Re Cecconi.
Ora la U.S.D. Aurora Cantalupo si è fusa con la squadra del comune di Cerro Maggiore dando vita alla Aurora Cerro Maggiore Cantalupo, squadra che milita nel campionato di Promozione Girone A lombardo.
Il 4 marzo 2015, grazie all'iniziativa di alcuni giovani del paese, è stata fondata la nuova associazione sportiva dilettantistica del paese, la A.S.D. Virtus Cantalupo. Il nome rimanda alla squadra già presente il secolo scorso proprio a Cantalupo, ed è stato scelto come omaggio ad essa.

## Infrastrutture e trasporti

### Autobus
Cantalupo è collegata soprattutto con Legnano e con i comuni limitrofi con quattro linee extraurbane di autobus gestite dall'azienda di trasporto pubblico Movibus. Esiste inoltre una linea che attraversa il paese e lo collega con la città di Milano.

### Strade
Cantalupo si trova poco distante dalla strada statale 33 del Sempione e dalla SP109.

### Autostrade
Lo svincolo autostradale più comodo per raggiungere Cantalupo è quello di Origgio Ovest, lungo l'A8 Milano-Laghi. Tuttavia, non avendo questo svincolo un'immediata inversione di marcia in direzione della frazione, si possono utilizzare gli svincoli di:
- Legnano (A8) e attraversare il capoluogo comunale;
- Origgio/Uboldo (A9) e attraversare il comune di Origgio;
- Lainate (A8) e attraversare il comune di Lainate e la frazione del comune di Nerviano, Sant'Ilario.

### Ferrovie
Non esistono stazioni ferroviarie che servono l'abitato. Le stazioni più prossime sono quella di Legnano (linea S5 e treni regionali), quella di Canegrate (linea S5), quella di Parabiago (linea S5), e quella di Rescaldina (treni regionali e Malpensa Express).

### Aeroporti
L'aeroporto di Malpensa è il più vicino al paese. Dista infatti poco più di una ventina di km dal centro cittadino. A circa 40 km da Cantalupo si trova anche l'aeroporto di Linate.